# とらドラ・ポータブル!
『とらドラ・ポータブル!』は、2009年4月30日にバンダイナムコゲームスから発売された超弩級学園アドベンチャーゲームである。略称は「とらドラP!」。

## 概要
竹宮ゆゆこ箸のライトノベル『とらドラ!』のテレビアニメ版を踏襲したオリジナルストーリーとなっており、プレイヤーは本作の主人公「高須竜児」を操りながら、3DCGで構成された街をRPGのように行き来し、マップ上にいるキャラクター（一部を除く）を選択してシーンを選ぶ。ゲームシステムは、モーションポートレートを使用した「TORA (Technical Operated Real Animation) システム」を会話シーンで使用している。
通常版・限定版共通の予約特典として「ねんどろいどぷち 逢坂大河スクール水着ver.」が封入されている。
本作では原作者である竹宮による監修や、要望を取り込むことも行われたという。原作小説を出版するアスキー・メディアワークスの社内においては、本作の内容や売り上げに関しての評価は高かったといい、この評価は別のライトノベルを原作とする後続の企画にも繋がったという。
ファミ通の40点満点のクロスレビューでは30点でシルバー殿堂の評価を得た。

## ストーリー
12月28日。病室で目を覚ました少年「高須竜児」は、記憶喪失に陥っていた。目の前に現れた少女「逢坂大河」は竜児が目を覚ましたことを喜ぶが、竜児が記憶喪失になってしまったことを知り、1つの質問を投げかける。
「クリスマス・イヴの夜、何があったかも覚えてない?」
原作やテレビアニメ版で描かれなかった、竜児がインフルエンザに罹って入院した後（原作では第7巻と第8巻の間、テレビアニメ版では第19話と第20話の間）のエピソードが描かれる。なお、IFの要素も強く、「あったかもしれない物語」と位置づけられている。

## 登場人物
- 高須竜児（声：間島淳司）
- 逢坂大河（声：釘宮理恵）
- 櫛枝実乃梨（声：堀江由衣）
- 川嶋亜美（声：喜多村英梨）
- 北村祐作（声：野島裕史）
- 能登久光（声：興津和幸）
- 春田浩次（声：吉野裕行）
- 高須泰子（声：大原さやか）
- 恋ヶ窪ゆり（声：田中理恵）
- 狩野すみれ（声：甲斐田裕子）
- 狩野さくら（声：阿澄佳奈）
- 富家幸太（声：岡本信彦）
- 木原麻耶（声：野中藍）
- 香椎奈々子（声：石川桃子）
- インコちゃん（声：後藤沙緒里）

## 主題歌
オープニング
「プレパレード」
作詞：渡邊亜希子 / 作曲：大久保薫 / 編曲：鈴木光人 / 歌：逢坂大河（釘宮理恵）・櫛枝実乃梨（堀江由衣）・川嶋亜美（喜多村英梨）
エンディング
「コンプリイト」
作詞：渡邊亜希子 / 作曲・編曲：大久保薫 / 歌：逢坂大河（釘宮理恵）・櫛枝実乃梨（堀江由衣）・川嶋亜美（喜多村英梨）
キャラクターそれぞれのソロヴァージョンも存在する。
「プリーズ フリーズ」
作詞：Satomi / 作曲：Funta3 / 編曲：橋本由香利 / 歌：逢坂大河（釘宮理恵）・櫛枝実乃梨（堀江由衣）・川嶋亜美（喜多村英梨）
キャラクターそれぞれのソロヴァージョンも存在する。
「プレパレード（男汁MAX ver.）」
作詞：渡邊亜希子 / 作曲・編曲：大久保薫 / 歌：高須竜児（間島淳司）・北村祐作（野島裕史）・春田浩次（吉野裕行）・能登久光（興津和幸）

## スタッフ
- 原作：竹宮ゆゆこ
- キャラクター原案：ヤス
- キャラクターデザイン：田中将賀
- ゲームデザイン：小林信行
- ストーリー構成：ヤスカワショウゴ、喜多雅
- 脚本：喜多雅、平林佐和子（ぶらざあのっぽ）、中野麻衣、松田沙也、ヤスカワショウゴ
- 監修協力：アスキー・メディアワークス
- 設定資料協力：「とらドラ!」製作委員会
- グラフィックディレクター・総作画監督：きなこひろ
- 作画監督：武藤和浩
- 原画：きなこひろ、オフィスていくおふ（片岡千春、LEE YONG SAM、CHOE GYEONG SEOK）、鈴宮きりは、清島裕子
- 動画検査：J.C.STAFF動画部（荻野信子、河野隆子、岡本弘樹、亀山朋子、山田香織、西川絵奈）
- 動画：高麗友紀、松尾有沙、井上雅紀子、川崎美雪、澤野瑠花、芝田千紗、白崎詩織、鈴木悠羽、高田浩美、山口貴恵、マウス
- 仕上げ協力：J.C.STAFF仕上げ部（石田美由紀、石川恭介、安藤智美）
- 背景：J.C.STAFF美術部（廣瀬義憲、池端紀子、池之上由紀、藤井王之王）
- CG彩色監督・モーションポートレートデザイナー：堀口祐輔
- CG彩色監督補佐・モーションポートレートデザイナー：やんべ
- CG彩色：カラフル（igul、都沢成明、谷口洋一、岩元絵美、amika、引田千佐子、善弘マッド、黒柴、杜若つくね）
- システムグラフィックデザイン：長岡建蔵
- 衣装デザイン：涼宮きりは
- グラフィック制作担当：大橋正夫
- グラフィック制作：Colorful, J.C.STAFF
- グラフィック制作協力：アストロビジョン
- 3Dキャラクターモデルデザイン：konkon
- 3Dモデルデザイン：森下鉄明
- モーションデザイン：小野口正浩
- マップデザイン：木村匠吾
- メインプログラム：GPGA／ネツ☆たろう
- サブプログラム：The_FOOL（高山仁司）、鏡谷陽一
- スクリプト：池嵜将也、小林武、彩人（es）
- スクリプト制作協力：es
- エンディングムービー制作：Mju:z
- プログラム制作協力：クアッドアロー、ボトルキューブ
- モーションポートレート制作協力：シリコンスタジオ（柴田守良、大水卓、河野駿介、清水由貴子）
- デバッグ協力：デジタルハーツホールディングス
- ディレクション：小林信行、小林武
- 音響制作：マジックカプセル
- 音響監督：濱野高年
- 音響制作担当　田中理恵、八木橋正純
- ミキサー：湯澤貴久、松本直行
- 収録スタジオ：ビクタークリエイティブメディア代官山スタジオ
- 音楽制作：VERY GOO
- 音楽：橋本由香利
  - コーラス：Nikki Condo
  - ストリングス：加藤ジョー・ストリングス
  - ピアノ：紺野紗衣
  - ギター：伊丹雅博
  - ベース：渡辺等
  - サックス、フルート、クラリネット：山本拓夫
  - プログラミング：橋本由香利
  - ミュージックディレクター：福井健吾（VERY GOO）
  - アシスタントミュージックディレクター：佐藤ジャンボ優（VERY GOO）
  - レコーディング＆ミキシング エンジニア：湯野浩伸（Redefine）
  - レコーディングエンジニア：守谷勝美（Redefine）
  - アシスタントエンジニア：奥田基樹（Redefine）、柏倉吉紀（Avaco Creative Studio）
  - レコーディングスタジオ：Avaco Creative Studio／Sound City／Ambient Vision
- サウンドエフェクト制作：ノイジークローク
- サウンドエフェクトディレクター：湯川強
- サウンドエフェクト：蛭子一郎
- プロデューサー：金山健太
- 開発：ガイズウェア
- 発売：バンダイナムコゲームス

## 限定版
以下の特典を同梱する「超弩級プレミアムBOX」も同時発売。外箱はテレビアニメ版キャラクターデザインの田中将賀書き下ろし。
- スペシャルDVD
  - 映像特典『とらドラ! 亜美のモノマネ150連発!!』
- ファンブック
- 高須棒型クリーナーストラップ
- 手乗りタイガーポーチ
- 特製縦置きスタンド

## DVD&PSP連動企画
アニメDVD「とらドラ!」Scene(3)～(8)に封入されるパスワードを、パスワード入力画面で入力すると、『「とらドラ!」特製カスタムテーマ』が入手できる。
- Scene (3)：逢坂大河＆手乗りタイガー
- Scene (4)：櫛枝実乃梨
- Scene (5)：川嶋亜美＆木原麻耶＆香椎奈々子
- Scene (6)：高須泰子＆インコちゃん
- Scene (7)：狩野すみれ＆狩野さくら
- Scene (8)：恋ヶ窪ゆり＆黒間

## 関連商品
とらドラ・ポータブル! ザ・コンプリートガイド
公式攻略本。2009年6月5日発売。ISBN 978-4-04-867879-7
コンプリイト/プリーズ フリーズ
エンディングソング3曲を収録。2009年5月27日発売。